# Craterispermum robbrechtianum
Espèce
Craterispermum robbrechtianum Taedoumg & Sonké est une espèce de plantes de la famille des Rubiaceae et du genre Craterispermum, présente en Afrique tropicale.

## Étymologie
Son épithète spécifique robbrechtianum rend hommage au botaniste belge Elmar Robbrecht.

## Description
C'est un arbuste pouvant atteindre 6 m de hauteur.

## Distribution
L'holotype conservé à l'université de Wageningue a été découvert au Cameroun le 4 février 1970, à 30 km de la route reliant Kribi à Ebolowa (02° 49′ N, 10° 07′ E).
L'espèce a ensuite été récoltée à partir de 2008 principalement au sud du Cameroun, également dans la province de la Ngounié au Gabon, où d'autres spécimens ont été trouvés dans les années 2010 (Ogooué-Ivindo, Ogooué-Lolo).